# Montbert
Montbert é uma comuna francesa na região administrativa da Pays de la Loire, no departamento de Loire-Atlantique. Estende-se por uma área de 28,24 km². Em 2010 a comuna tinha 3 207 habitantes (densidade: 113,6 hab./km²).